# سكوت رومني
سكوت رومني (بالإنجليزية: G. Scott Romney)‏ هو محامي وقسيس أمريكي، ولد في 7 يونيو 1941 في الولايات المتحدة.